# Laurie Scott
Lawrence Scott (Sheffield, 1917. április 23. – Barnsley, 1999. július 7.), angol válogatott labdarúgó, edző.
Az angol válogatott tagjaként részt vett az 1950-es világbajnokságon.

## Sikerei, díjai
Arsenal
- Angol bajnok (1): 1947–48
- Angol kupa (1): 1949–50